# Christoph Gschiel
Christoph Gschiel (* 26. Dezember 1990) ist ein österreichischer Fußballspieler.

## Karriere
Gschiel begann seine Karriere beim SV Ilz. 2005 kam er in die Akademie des Grazer AK. Ab 2008 spielte er für die Zweitmannschaft des GAK in der steirischen Landesliga, stand zu dieser Zeit jedoch auch bereits im Kader der ersten Mannschaft. In der Saison 2008/09 kam er als Kooperationsspieler auch beim SV Kumberg in der Unterliga West zum Einsatz. Im März 2010 debütierte er für die erste Mannschaft der Grazer in der Regionalliga, als er am 16. Spieltag der Saison 2009/10 gegen den USV Allerheiligen in der Startelf stand. Seinen ersten Treffer in der Regionalliga erzielte er im Juni 2010 bei einem 7:0-Sieg gegen den FC St. Veit.
Zur Saison 2011/12 wechselte er zum viertklassigen SC Kalsdorf. Mit Kalsdorf stieg er zu Saisonende in die Regionalliga auf. In jener Saison absolvierte er 29 Spiele in der Landesliga, in denen er sechs Tore erzielen konnte.
Im Jänner 2013 schloss er sich dem viertklassigen SV Lafnitz an. Mit Lafnitz stieg er im selben Jahr in die Regionalliga auf. Mit dem Verein spielte er fünf Saisonen lang in der Regionalliga, ehe man 2018 in die 2. Liga aufsteigen konnte. In der Aufstiegssaison 2017/18 absolvierte er 26 Spiele in der Regionalliga, in denen er ohne Treffer blieb.
Sein Debüt in der zweithöchsten Spielklasse gab er im Juli 2018, als er am ersten Spieltag der Saison 2018/19 gegen die WSG Wattens in der Startelf stand. Nach insgesamt neuneinhalb Jahren in Lafnitz verließ er den Klub nach der Saison 2021/22 und wechselte zum Regionalligisten FC Gleisdorf 09. Nach eineinhalb Jahren und 34 Spielen in der Regionalliga Mitte wechselte Gschiel im Jänner 2024 in die Landesliga Steiermark zum Ilzer SV.

## Persönliches
Sein Bruder Markus (* 1993) ist ebenfalls Fußballspieler und stand von der Winterpause 2012/13 bis zu seinem Abgang nach der Saison 2014/15 vereinzelt im Profikader des TSV Hartberg.
Gschiel ist Lehrer an der Volksschule Hofstätten in Hofstätten an der Raab (Stand: 2023).